# Rufina Alamo
Rufina G. Alamo Matesanz (Segovia, 1954) es una científica de polímeros hispanoestadounidense conocida particularmente por su investigación sobre polietileno y polipropileno y sobre polímeros sostenibles como el polioximetileno elaborado a partir de biomasa. Se desempeña como profesora de ingeniería Simon Ostrach y profesora e investigadora distinguida de ingeniería química y biomédica en la Escuela de Ingeniería de Universidad de Florida A&M-Universidad Estatal de Florida.

## Biografía
Nació en 1954 en Segovia. Obtuvo una  licenciatura en química por la Universidad de Valladolid en 1977, y el máster en 1978, obteniendo al mismo tiempo un posgrado por el Instituto del Caucho y Plásticos del Consejo Superior de Investigaciones Científicas. Completó su doctorado en química en 1981 por la Universidad Complutense de Madrid.
Después de una investigación postdoctoral en el Consejo Nacional de Investigaciones Científicas de España y luego en la Universidad Estatal de Florida, comenzó a trabajar en la industria como investigadora para la Dow Chemical Company en España en 1985. En 1988 regresó a la Universidad Estatal de Florida como investigadora y en 1995 obtuvo un puesto docente como profesora asociada en la Facultad de Ingeniería FAMU-FSU. Fue ascendida a profesora titular en 2003 y nombrada profesora de ingeniería Simon Ostrach y profesora de investigación distinguida en 2013.

## Reconocimiento
Fue nombrada miembro de la Sociedad Estadounidense de Física (APS) en 2012, "por su uso de materiales bien caracterizados y la realización de experimentos cuidadosamente diseñados para abordar las relaciones estructura-propiedad en poliolefinas".

## Publicaciones Seleccionadas
Sus publicaciones de investigación incluyen:
- Alamo, Rufina; Domszy, Roman; Mandelkern, Leo (December 1984), «Thermodynamic and structural properties of copolymers of ethylene», The Journal of Physical Chemistry 88 (26): 6587-6595, doi:10.1021/j150670a022.
- Alamo, Rufina G.; VanderHart, D. L.; Nyden, Marc R.; Mandelkern, L. (Julio de 2000), «Morphological partitioning of ethylene defects in random propylene-ethylene copolymers», Macromolecules 33 (16): 6094-6105, doi:10.1021/ma000267i.
- Hosier, I. L.; Alamo, R. G.; Esteso, P.; Isasi, J. R.; Mandelkern, L. (July 2003), «Formation of the α and γ polymorphs in random metallocene-propylene copolymers: Effect of concentration and type of comonomer», Macromolecules 36 (15): 5623-5636, Bibcode:2003MaMol..36.5623H, doi:10.1021/ma030157m.
- Jeon, Keesu; Lumata, Lloyd; Tokumoto, Takahisa; Steven, Eden; Brooks, James; Alamo, Rufina G. (July 2007), «Low electrical conductivity threshold and crystalline morphology of single-walled carbon nanotubes – high density polyethylene nanocomposites characterized by SEM, Raman spectroscopy and AFM», Polymer 48 (16): 4751-4764, doi:10.1016/j.polymer.2007.05.078.
- Alamo, R. G.; Jeon, K.; Smith, R. L.; Boz, E.; Wagener, K. B.; Bockstaller, M. R. (September 2008), «Crystallization of Polyethylenes Containing Chlorines: Precise vs Random Placement», Macromolecules 41 (19): 7141-7151, Bibcode:2008MaMol..41.7141A, doi:10.1021/ma801152p.